# Филево (Ленинградская область)
Филево — деревня в Старопольском сельском поселении Сланцевского района Ленинградской области.

## История
Деревня Филево упоминается на карте Санкт-Петербургской губернии Ф. Ф. Шуберта 1834 года.

ФИЛЕВО — деревня принадлежит ведомству Павловского городового правления, число жителей по ревизии: 23 м. п., 15 ж. п. (1838 год)

Деревня Филево отмечена на карте профессора С. С. Куторги 1852 года.

ФИЛЕВО — деревня Павловского городового правления при озере Долгом, число дворов — 7, число жителей: 25 м. п., 20 ж. п. (1862 год) 

В XIX — начале XX века деревня административно относилась к Константиновской волости 1-го земского участка 1-го стана Гдовского уезда Санкт-Петербургской губернии.
Согласно Памятной книжке Санкт-Петербургской губернии 1905 года деревня образовывала Филёвское сельское общество.
- Деревня Филево на карте 1919 года

Согласно карте Петроградской и Эстляндской губерний 1919 года деревня называлась Филева.
По состоянию на 1 августа 1965 года деревня Филево входила в состав Заручьевского сельсовета Кингисеппского района.
По данным 1973 года деревня Филево входила в состав Заручьевского сельсовета.
По данным 1990 года деревня Филево входила в состав Старопольского сельсовета.
В 1997 году в деревне Филево Старопольской волости проживали 4 человека, в 2002 году — 8 человек (все русские).
В 2007 и 2010 годах в деревне Филево Старопольского СП проживали 6 человек.

## География
Деревня расположена в юго-восточной части района на автодороге 41К-163 (Менюши — Заручье — Каменец).
Расстояние до административного центра поселения — 16 км.
Расстояние до ближайшей железнодорожной платформы Сланцы — 60 км.
Деревня находится на северном берегу озера Долгое.

## Демография
| 1862 | 2007 | 2010 | 2017 |
| ---- | ---- | ---- | ---- |
| 45   | ↘6   | →6   | ↗7   |